# 드래곤볼 슈퍼
드래곤볼 슈퍼(ドラゴンボール超)는 토리야마 아키라의 만화인 드래곤볼의 정식 후속작이다. 드래곤볼 Z 마인부우 전 이후에 마인부우의 환생체인 우부와의 만남 이전까지 10년 간의 공백기 사이에 벌어진 손오공 일행의 스토리를 그리며, 2015년 7월 5일부터 2018년 3월 25일까지 일본 후지 TV를 통해 방영되었고 2016년 9월 19일부터 2020년 7월 5일까지 대한민국에서 애니원, 챔프TV, 애니박스, 브라보키즈에서 방영했다. 스토리 담당이자 캐릭터 디자인을 원작자인 토리야마 아키라가 직접 맡으며, 동명의 만화판의 검수도 직접하는 것으로 알려져 있다. 다만 비용 상의 문제로 외부의 작화 회사에 외주를 주며 감수를 소홀히 하여 작화 문제 및 스토리 라인과 관련하여 애니메이션으로 혹평을 받기도 하였다. 여담으로 이야기 진행 속도는 다소 느린 편이지만 일상편은 간단히 표현하는 편이다. 대한민국에서는 성우진 배정과 관련된 문제로 국내 배급사인 대원방송의 평판이 깎이는 결과가 나타나기도 하였다.

## 성우진

### 일본판 성우진
등장 캐릭터 대부분의 출처는 드래곤볼 슈퍼 (공식 사이트) 캐릭터 페이지. 《드래곤볼 카이》 시절의 성우가 일부 교체되었다.
원작 캐릭터
- 손오공, 손오반, 손오천 - 노자와 마사코[4][5]
- 피콜로(마주니어) - 후루카와 도시오
- 크리링, 야지로베, 점쟁이 바바 - 타나카 마유미
- 베지터 - 호리카와 료
- 트랭크스, 미래 트랭크스 - 쿠사오 타케시
- 미스터 사탄 - 이시즈카 운쇼
- 마인부우 - 시오야 고조
- 야무치 - 후루야 토오루
- 천진반 - 미도리카와 히카루
- 차오즈, 부르마의 엄마 - 에모리 히로코
- 무천도사 - 사토 마사하루
- 부르마, 부라 - 츠루 히로미 → 히사카와 아야
- 카린 - 우오켄
- 치치, 보이 - 와타나베 나오코
- 비델, 팡 - 미나구치 유코
- 오룡 - 다쓰타 나오키
- 브리프 박사, 노계왕신 - 다나카 료이치
- 신룡, 염라대왕, 데브라 - 오토모 류자부로
- 계왕, 나레이션- 야나미 조지→다쓰타 나오키[주 1]
- 미스터 포포 - 카와즈 야스히코
- 덴데 - 히라노 아야
- 인조인간 18호 - 이토 미키
- 마론 - 우시다 히로코
- 바닷거북, 바부르스 - 후지모토 다카히로
- 키비트계왕신→동쪽계왕신（シン） - 오타 신이치로
- 키비토 - 아오모리 신
- 피라후 - 지바 시게루
- 슈우 - 겐다 데쇼
- 마이 - 야마다 에이코
- 바리깡(배리 칸) - 히야마 노부유키
- 인조인간 17호 - 나카하라 시게루
- 프리저 - 나카오 류세이
- 기뉴 - 고니시 가쓰유키

애니메이션 오리지널 캐릭터
- 그레고리- 누마타 유스케
- 베지터 왕 - 사토 마사하루
- 피로시키 - 에가와 히사오
- 캐러니- 후지모토 다카히로
- 피이자 - 모리시타 유키코

파괴신 비루스편
- 비루스 - 야마데라 고이치
- 우이스 - 모리타 마사카즈
- 예언어 - 나카가와 쇼코

부활의 F 편
- 소르베 - 사이토 시로
- 타고마 - 나카이 가즈야
- 시사미 - 이나다 데츠
- 샴파 - 이와타 미쓰오
- 바도스 - 야마구치 유리코
- 요정들 - 시모지 시노, 잇키 사히로

은하패트롤 쟈코의 캐릭터
- 쟈코 - 하나에 나츠키
- 타이츠 - 츠루 히로미
- 은하왕 - 우오켄

파괴신 샴파편
- 포아(제6우주 계왕신) - 마쓰타니 야스노리
- 주심판, 포아랑 붙어다니는 사람 - 다나카 가즈나리
- 모나카 - 기쿠치 마사미
- 즈노우 - 소노베 케이이치
- 보타모 - 다카토 야스히로
- 프로스트 - 나카오 류세이
- 엇타 마겟타 - 다쓰타 나오키
- 캬베 - 기시오 다이스케
- 히트 - 야마지 가즈히로
- 전왕 - 고로 기사토미
- 포터지 - 사이토 시로
- 그리르 - 사이토 지로
- 복지그리르 - 후카하라 고헤이
- 복제 베지터 - 모리타 마사카즈

미래 트랭크스 편
- 오공 블랙 - 노자와 미사코
- 자마스, 합체자마스 - 미키 신이치로
- 고와스 - 고토 데쓰오
- 대신관 - 다카쓰카 마사야
- 하르 - 후지이 유키요
- 마키 - 긴쿄 와카나
- 단밤 코코아 - 아사노 마스미
- 감독 - 이케다 마사루
- 조감독 - 야마구치 갓페이

Dr .슬럼프의 캐릭터
- 아라레 - 고야마 마미
- 칙권천병위 - 야라 유사쿠
- 갓짱 - 니시하라 쿠미코
- Dr.마시리트 - 오키야유 료타로
- 꿀도꿀 - 다쓰타 나오키

우주 서바이벌편
- 아나트 - 오다 유세이
- 페르 - 시오야 고조
- 에어 - 나루세 마코토
- 온다 - 니시무라 도모미치
- 오구마 - 우라와 메구미
- 이르 - 모리타 마사카즈
- 로우 - 마쓰타니 야스노리
- 카이 - 무라타 다이시
- 아그 - 야스히로 다카토
- 헤레스, 리리베우 - 아사노 마스미
- 캠퍼리, 디스포 - 시마다 빈
- 키테라 - 유스케 누마타
- 리키일, 니그릿시 - 기시오 다이스케
- 시드라, 나파파 - 야스히로 마미야
- 모히또 - 미도리카와 히카루
- 라무시 - 야스히코 가와즈
- 베르맛 - 기쿠치 마사미
- 크스 - 곤노 히로미
- 마르카리타 - 아이 사사키
- 바질 - 고야마 츠요시
- 베르가모 - 에이지 다케모토
- 라벤다, 내리러마 - 구사오 다케시
- 톳포 - 노무라 겐지
- 지렌 - 하나와 에이지
- 커세랄 - 이시즈카 운쇼
- 물리침 - 게이지 히라이
- 콜리플라 - 고마쓰 유카
- 케일 - 유카나
- 리브리안- 기타가와 리나
- 가노스 - 히로아키 미우라
- 코콧 - 야마구치 유리코

### 한국판 성우진
- 손오공: 김영선
- 손오반: 이동훈
- 손오천: 이재현
- 베지터: 김승준
- 부르마: 서유리
- 트랭크스(유년기), 덴데: 조경이
- 트랭크스(미래): 이경태
- 무천도사: 설영범
- 계왕: 최낙윤
- 피콜로: 서원석
- 크리링: 김성연
- 18호: 김하영
- 오룡: 김나율
- 야무치: 박서진
- 보이: 이보희
- 천진반: 이인석
- 치치, 차오즈: 이지현
- 사탄: 고구인
- 비델: 이유리
- 부우, 자코 : 심규혁
- 피라후, 샴파: 김민주
- 슈: 박요한
- 마이: 윤은서
- 키비토,계왕신: 김혜성
- 노계왕신: 정주원
- 내레이션: 이기성→박성영(3기)
- 비루스: 황창영
- 우이스: 김현욱
- 샴파: 김민주
- 바도스: 송하림
- 카리프라: 곽규미
- 유린: 장예나
- 페루, 아라그네: 이창민
- 로우, 쿠르: 김진홍
- 시드라: 정의한
- 베르가모: 이승행
- 부르마 엄마, 코코아: 장미
- 라벤더: 박요한
- 카이: 서반석
- 키비토: 안효민
- 프리저,프로스트: 이미나
- 그 외: 손선영, 원에스더

## 주제가

### 일본판 주제가

#### 여는 곡
1. 超絶☆다이나믹(超絶☆ダイナミック) by 吉井かずや
2. 한계×돌파 서바이버(限界×突破 サバイバー) by 히카와 키요시

#### 닫는 곡
1. 헬로 헬로 헬로(ハローハローハロー) by Good-morning America
2. 스타링(그) 스타(スターリングスター) by KEYTALK
3. 薄紅 by Lacco Tower
4. Forever Dreaming by Toei Phils
5. 좋아좋아댄스(よかよかダンス) by ばってん少女隊
6. 炒飯MUSIC by アルカラ /삽입가;와이와이월드 by 水森亜土
7. 악의 천사와 정의의 악마悪の天使と正義の魔 by 더 콜렉터즈(ザ•コレクターズ)
8. Boogie Back by 井上実優
9. 遙 by Lacco Tower

### 한국판 주제가

#### 여는 곡
1. 초월☆다이나믹 by 정주원

#### 닫는 곡
1. 초월☆다이나믹 by 정주원

## 참고 사항
1. ↑  작화 문제와 관련하여 다른 주간 소년 점프 관련 애니메이션인 은혼, 나루토 등의 다른 작품에서도 외부 외주 파트에서의 작화 붕괴가 지적되기도 하였는데 해당 작품 작화 담당 외주 회사의 역량 미달과 과도한 비용 절감의 부작용이 원인인 것으로 밝혀져 일본 문화의 암운과 사회 구조적 난제에 따른 일본 애니메이션 산업계의 단가 인하 문제가 크게 부상하고 있다는 지적이 나오게 되었다.
2. ↑  지금까지는 주인공인 손오공이 문제 해결사로 자주 나타나 합리적이고 효율적으로 문제 해결에 일조했지만 이번 작품에서부터는 설정이 변경되어 오히려 문제를 키워서 해결하는 방식으로 이야기가 진행되었기에 작품의 매력도가 감소하는 결과를 보이게 되었다.
3. ↑  대한민국에서 드래곤볼과 관련하여 국내 공식 배급사인 대원방송이 일본 공식 배급사인 토에이와 돈독한 관계로서 우월적 위치에 있으나 예산 배정에서 한정적인 까닭에 연출자가 적절한 성우진 배치에 여러 가지 어려움에 직면하는 것으로 알려져 있다. 다만 연출자 배정에 있어서도 드래곤볼 시리즈와 원피스 시리즈의 국내 공식 배급사인 대원방송의 입김이 강하다보니 연출자의 성향에 의존하여 성우진 배치가 이루어져 시청자의 기대와 괴리감이 생기는 문제로 여기는 시각도 존재한다. 반면 동일하게 대원방송이 배급하는 역전재판 애니메이션 시리즈 및 나의 히어로 아카데미아처럼 시청자가 성우진 배정에 참여하는 경우도 종종 존재하고 있다.
4. ↑  “テレビシリーズ初！鳥山明オリジナル原案！「ドラゴンボール」テレビアニメ新シリーズ7月に放送決定！『ドラゴンボール超(スーパー)』＜7月スタート 毎週（日）午前9時～9時30分 フジテレビほかにて＞”. 도에이 애니메이션. 2015年4月28日. 2015年4月28日에 확인함.
5. ↑  “テレビシリーズ初！鳥山明オリジナル原案！「ドラゴンボール」テレビアニメ新シリーズ7月に放送決定！『ドラゴンボール超（スーパー）』”. フジテレビ. 2015年4月28日. 2015년 5월 1일에 원본 문서에서 보존된 문서. 2015年4月28日에 확인함.

내용주
1. ↑  야나미 조지는 12화를 끝으로 병가를 냈고, 계왕의 성우는 14화부터 교체되었다.